# Bouzid Cheniti
Bouzid Cheniti est un footballeur algérien né le 19 juin 1951 à Sétif. Il évolue au poste de gardien de but
Bouzid Cheniti est un ancien gardien de but de l’entente sétifienne, de 1970 à 1982, et de l’équipe nationale[réf. nécessaire].

## Biographie
Né en 1951 à Sétif, il évolue tout d'abord au SAS, club qu’il entraîne par la suite. Il joue ensuite à l’ESS. 
Il embrasse une carrière d’entraîneur aux côtés de Kermali en 1983. Il est intronisé à 31 ans après le départ de Kermali au MCA. 
Il a des résultats probants en tant que coach, notamment en aidant le club à remonter, en gagnant la Coupe afro-asiatique ainsi que la Coupe d’Afrique. 
Il entraîne ensuite plusieurs clubs en Tunisie, notamment Monastir, l’Olympique du Kef et l’AS Gabes. 
Bouzid est marié, père de 2 filles et 2 garçons.

## Palmarès

### Joueur
- Vainqueur de la Coupe d’Algérie junior en 1967 avec le SAS Sétif
- Vainqueur de la Coupe d'Algérie en 1980 avec l'ES Sétif

### Entraîneur
- Champion d'Algérie en 1987 avec l'ES Sétif

- Vainqueur de la Coupe d'Algérie en 1989 avec l'ES Sétif
- Vainqueur de la Coupe afro-asiatique des clubs en 1989 avec l'ES Sétif